# Mieczysław Ledóchowski (wojskowy)
Mieczysław Wincenty Halka-Ledóchowski z Leduchowa hrabia herbu Szaława (ur. 19 stycznia 1858 w Pradze, zm. 23 lipca 1935 w Lipnicy Murowanej) – tytularny generał brygady Wojska Polskiego, c.k. szambelan.

## Życiorys
Urodził się 19 stycznia 1858 w Pradze, w rodzinie Antoniego Franciszka (1832–1885), c. k. szambelana i posiadacza ziemskiego, i Izabeli Leopoldyny Zessner von Spitzenberg (1836–1887). Był bratem Włodzimierza (1865–1933), pułkownika cesarskiej i królewskiej Armii.
W 1879 ukończył Terezjańską Akademię Wojskową w Wiener Neustadt, został mianowany podporucznikiem kawalerii ze starszeństwem z 24 kwietnia 1879 i wcielony do 3 galicyjskiego pułku ułanów w Łańcucie. Na stopień majora został awansowany ze starszeństwem z 1 maja 1903 i przeniesiony do 2 galicyjskiego pułku ułanów na stanowisko komendanta 1 dywizjonu w Tarnowie. Na stanowisku dowódcy dywizjonu został awansowany na podpułkownika ze starszeństwem z 1 listopada 1907. Od maja 1910 do maja 1912 dowodził 12 morawsko-śląskim pułkiem dragonów w Ołomuńcu. 22 grudnia 1910 został mianowany pułkownikiem. W 1912 został urlopowany, a w 1914 z powodu choroby, na własną prośbę, został przeniesiony w stan spoczynku. Po wybuchu I wojny światowej został powołany do czynnej służby pozafrontowej. 13 maja 1917 został mianowany tytularnym generałem majorem. W tym czasie był komendantem Stacji Zakopane. W czerwcu 1918 został zwolniony z czynnej służby.
6 października 1919 został przyjęty do Wojska Polskiego z byłej armii austro-węgierskiej, z zatwierdzeniem posiadanego stopnia generała podporucznika i zaliczony do rezerwy armii bez powołania do służby czynnej. Po wejściu w życie ustawy z 23 marca 1922 o podstawowych obowiązkach i prawach oficerów Wojsk Polskich uzyskał prawo do tytułu generała brygady.
Zmarł 23 lipca 1935 w Lipnicy Murowanej i został pochowany na miejscowym cmentarzu parafialnym.
W 1892 ożenił się z Franciszką (1870–1953), córką Antoniego Augusta Ledóchowskiego, z którą miał czworo dzieci: Józefinę (1892–1965), Antoniego (1895–1972), kapitana żegługi wielkiej, Mieczysława Franciszka (1904–1964) i Izabellę Ernestynę (1910–1998).

## Ordery i odznaczenia
- Brązowy Medal Zasługi Wojskowej na wstążce Krzyża Zasługi Wojskowej[18]
- Krzyż za 25-letnią służbę wojskową dla oficerów[15]
- Złoty Medal Jubileuszowy Pamiątkowy dla Sił Zbrojnych i Żandarmerii[15]
- Krzyż Jubileuszowy Wojskowy[15]